# Lunca Asău, Bacău
Lunca Asău este un sat în comuna Asău din județul Bacău, Moldova, România. Satul este așezat pe valea Trotușului la confluența cu Pârâul Asău.

## Istorie
Sat mic de oameni harnici și gospodari având în prezent ca principale ocupații agricultura și creșterea animalelor. Din sec. IX și până la sfârșitul sec. XX 75% dintre locuitori lucrau ca mineri, zona fiind minieră și având enorme zăcăminte de cărbune (EMC Comănești). Acest lucru a dus la dezvoltarea depresiunii Comănești, transformând-o într-o zonă puternic industrializată în perioada comunistă (cărbune, cherestea, petrol, fructe de pădure etc.).
Exită dovezi arheologice de locuire a acestor locuri încă de pe vremea dacilor. Pe latura stângă a Pârâului Bantului (proprietate Rata Ghe.) la o adâncime de 0,60 m se găsesc nenumărate cioburi de ceramică arsă; zona are nevoie de studiu pentru a cataloga data, perioada și cultura acestor fragmente care prin prezența lor dovedesc importanța acestui sat.
Biserica cu hramul Adormirea Maicii Domnului (1813) a fost mai întâi mănăstire sau schit (1700), după care la începutul sec. al IX-lea a fost ctitorită din piatră de la cariera din satul Straja cu ziduri groase de aproximativ 1 m și cu clopotniță centrală. Pisania din pridvorul lăcașului, scrisă în limba română dar cu litere slavone, atestă data construirii în anul 1813. Începând cu anii 1980 și odată cu venirea preotului Avram Petrică, biserica a fost restaurată și tranformată, reabilitându-se acoperișul și fațadele (partea de nord fiind îngropată parțial în pământul cimitirului). Părintele Petrică s-a dovedit a fi un bun gospodar și cu mult efort și sacrificii a reușit să adune banii și voința oamenilor la un loc pentru ca astăzi luncanii să se mândrească cu biserica lor.